# Горбуновское сельское поселение (Республика Алтай)
Горбуновское се́льское поселе́ние — муниципальное образование в Усть-Коксинском муниципальном районе Республики Алтай Российской Федерации.
Административный центр — село Горбуново.

## История
Статус и границы сельского поселения установлены Законом Республики Алтай от 13 января 2005 года № 10-РЗ «Об образовании муниципальных образований, наделении соответствующим статусом и установлении их границ»

## Население
| 2010 | 2011  | 2012  | 2013  | 2014  | 2015  | 2016 |
| ---- | ----- | ----- | ----- | ----- | ----- | ---- |
| 1018 | ↗1020 | ↗1048 | ↘1032 | ↘1014 | ↘1000 | ↘983 |
| 2017 | 2018  | 2019  | 2020  | 2021  |       |      |
| ↘982 | ↘976  | ↘975  | ↘972  | ↘829  |       |      |

## Состав сельского поселения
| № | Населённый пункт | Тип населённого пункта       | Население |
| - | ---------------- | ---------------------------- | --------- |
| 1 | Горбуново        | село, административный центр | ↘296      |
| 2 | Теректа          | посёлок                      | ↗435      |
| 3 | Октябрьское      | посёлок                      | ↘252      |